# DNc (Inschrift)

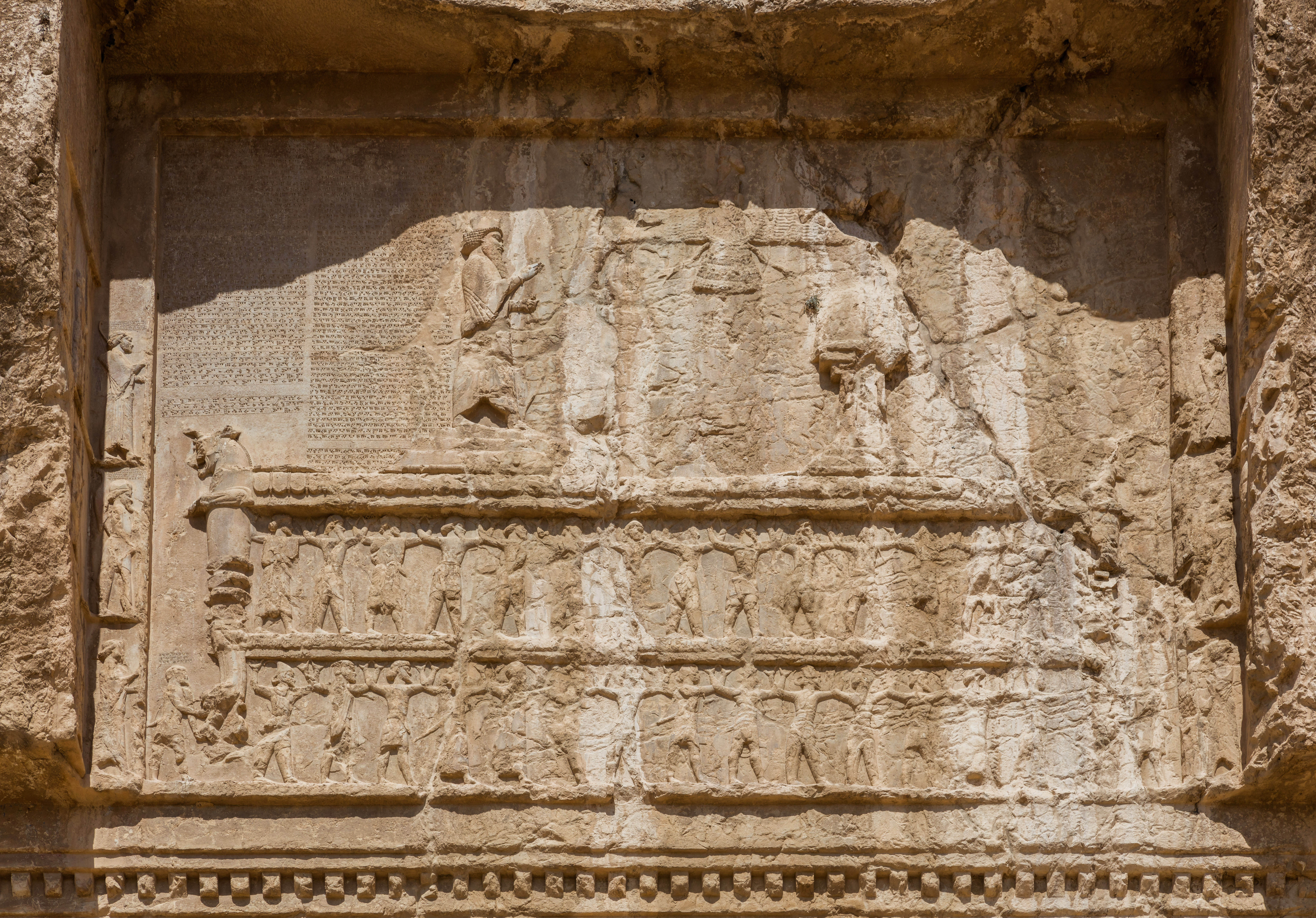
Auf der linken Seite des Oberen Registers die übereinander stehenden drei Figuren mit Gobryas zuoberst

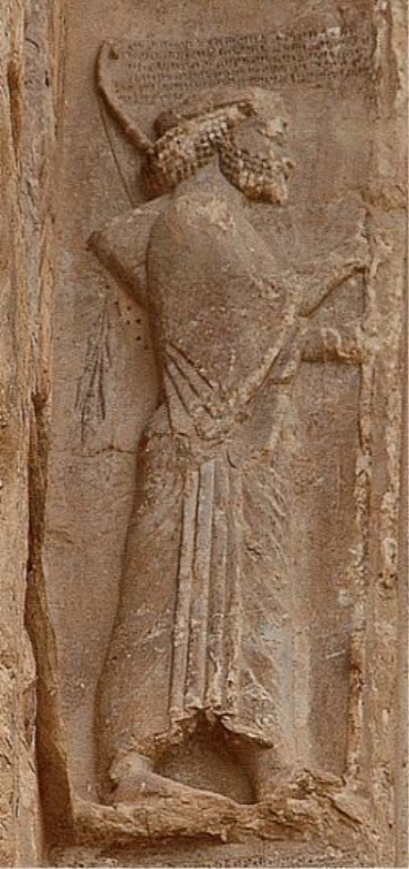
Die Beischrift DNc oberhalb der Figur des Gobryas durchlaufend in allen drei Sprachversionen

DNc ist die Bezeichnung einer Inschrift von Dareios I. (D). Sie wurde in Naqsch-e Rostam (N) entdeckt und von der Wissenschaft mit einem Index (c) versehen. Die Inschrift liegt in altpersischer, elamischer und babylonischer Sprache vor.

## Inhalt
„Gobryas, der Pateischorier, des Königs Dareios Lanzenträger.“

## Beschreibung
Die Inschrift DNc befindet sich vom Betrachter aus gesehen links vom Oberen Register des Grabs von Dareios I. Sie ist die Beischrift zur obersten Figur in einer Reihe von drei übereinander stehenden Figuren. Insgesamt umfasst die Inschrift sechs Zeilen und ist für alle Sprachversionen gut lesbar. Sie befindet sich in situ (am Ursprungsort).

## Forschungsgeschichte
Wie Henry Creswicke Rawlinson in seiner Erstveröffentlichung der altpersischen Sprachversion 1850 erzählt, wurde die Inschrift von einem jungen englischen Reisenden mit Namen Tasker 1848 entdeckt, als dieser sich mit einem Seil vom Abhang herunterließ. Er kopierte Schriftzeichen während fünf Tagen in sengender Hitze und starb danach an den Folgen der Strapazen. Die babylonische Sprachversion wurde ein Jahr nach der altpersischen von Henry Creswicke Rawlinson und die elamische 1855 von Edwin Norris veröffentlicht.

## Rezeption
Während Henry Creswicke Rawlinson 1850 noch bezweifelt, dass die dargestellte Figur mit dem Mitverschwörer von Dareios I., Gobryas, identisch sei, bestehen für Rüdiger Schmitt 2009 keine Zweifel mehr. Der Name in DNc und die dargestellte Figur seien identisch mit dem Namen auf der Inschrift DB und demjenigen bei Herodot. Der Beweis ergebe sich aus der babylonischen Version von DB, in der dieselbe Volksbezeichnung für Gobryas wie bei DNc hinzugefügt ist.
Das in der Inschrift erwähnte Amt des „Lanzenträgers“ und dasjenige des „Kammerherrn“ in der Inschrift DNd sind als höfische Titel zu verstehen, die die hohen Positionen der Genannten ausdrücken. Diese werde durch die bildliche Darstellung am Grab des Dareios I. - „diese sehr bewusste Artikulation persischer königlicher Ideologie“ - unterstrichen. Die Ämter seien wahrscheinlich nicht Ausdruck tatsächlicher Pflichten, sondern Ehrentitel, die an privilegierte Hofbeamte verliehen wurden. Möglicherweise brachten diese Titel einige zeremonielle Verpflichtungen mit sich. Zusätzlich wird Gobryas in DNc als „Pateischorier“ bezeichnet, ein etwas unbestimmter Ausdruck von Strabon für „eine Untermenge des persischen Volkes“, deren Angehörige aber nach der Meinung von Pierre Briant „ohne Zweifel zur persischen Elite gehörten“.